# Kynoforia
Kynoforia – w średniowieczu rodzaj kary stosowanej za naruszenie porządku publicznego, głównie w Niemczech. Polegała ona na obowiązku przeniesienia na własnych plecach żywego psa z jednej niemieckiej prowincji do drugiej.
Karę taką wprowadził już Karol Wielki w IX wieku, jednakże szczególnie często stosowano ją za cesarza Ottona I. Najbardziej znaną osobistością skazaną na tę karę był arcybiskup Moguncji, Arnold z Sebenhofen, ukarany tak za nieposłuszeństwo wobec Fryderyka I.
Wielkość psa przeznaczonego do przeniesienia była proporcjonalna do winy skazanego. Na karę noszenia psów mogli zostać skazani wyłącznie członkowie wyższej arystokracji; wobec szlachty stosowano karę noszenia kotów.
Podobne praktyki stosowano także wobec czarnoskórych niewolników w Wirginii w XVIII wieku.